# Экзакум родственный
Экзакум родственный (лат. Exācum affīne) — травянистое растение; вид рода Экзакум (Exacum) семейства Горечавковые (Gentianaceae). Коммерческое название Персидский Виолет.

## Описание
Небольшое травянистое двулетнее растение с тёмно-зелёными, яйцевидными листьями. Маленькие фиолетовые цветы имеют жёлтый центр издающий аромат.

## Распространение
Эндемик архипелага Сокотра. Естественной средой обитания являются скалистые районы.